# Der er en krig uden foran mit vindue
|  | Denne artikel er oprettet af botten PalnaBot ud fra en ekstern database. Den kan derfor have sproglige fejl eller mangler. Denne skabelon kan fjernes efter kontrol af indholdet. |

Der er en krig uden foran mit vindue er en film instrueret af Christian Sønderby Jepsen.

## Handling
5 vestjyske drenge sættes på prøve i en dansk skov ved solnedgang. Døden hænger over alles hoveder, det er komisk. I dette tilfælde 5 høns, der venter ved huggeblokkene. Imens får drengene informationer om en verden, de endnu ikke har erfaret. En bizar verden. Filmen er en iscenesat dokumentar, rigtige mennesker sættes ind i et fiktivt forløb